# Дерезовка (Вольнянский район)
Дерезовка (укр. Дерезівка) — село,
Любимовский сельский совет,
Вольнянский район,
Запорожская область,
Украина.
Код КОАТУУ — 2321582507. Население по переписи 2001 года составляло 16 человек.

## Географическое положение
Село Дерезовка находится на левом берегу реки Вольнянка,
выше по течению на расстоянии в 1 км расположено село Гарасовка,
ниже по течению на расстоянии в 1,5 км расположено село Криничное.
К селу примыкает большой массив садовых участков.

## История
- 1898 год — дата основания как село Василевка.
- В 1946 году переименовано в село Дерезовка.